# 矢車菊
矢車菊（学名：Centaurea cyanus）是菊科矢車菊屬植物，又名蓝芙蓉、车轮花，也稱矢車草。

## 释名
矢车菊得名于其头状花序形似矢车。矢车（ヤグルマ）是日本的一种风车，由一轮指向转轴的箭头组成。

## 形态

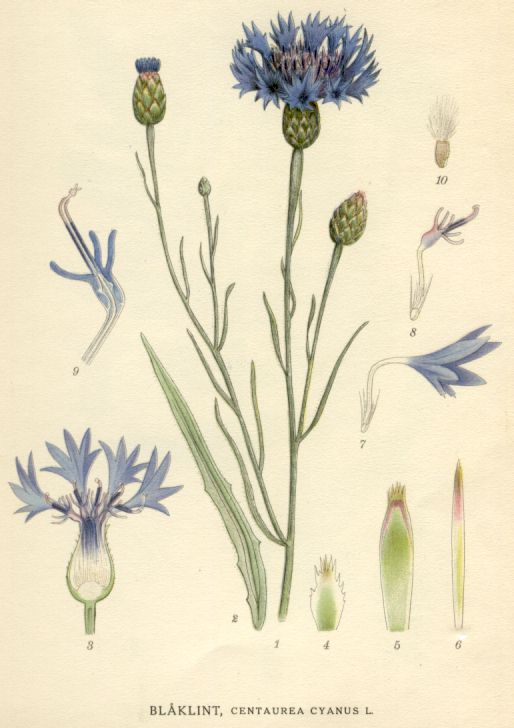
矢車菊之解剖圖

一年生草本，叶互生，基生叶狭长椭圆形，全缘或羽状深裂，茎上、中部的叶线形，全缘或有锯齿；夏季开紫蓝色、淡红色或白色花，矢車菊藍就是因花色得名，头状花序，全部为管状花，惟外围一轮变大而似舌状花。

## 分布
矢车菊大多生长在欧洲的麥田，但現在已流傳到北美洲和世界其它的地區，中国各地都有栽培供观赏。

## 繁殖
用种子繁殖，其種子發芽期需約16日。

## 标志

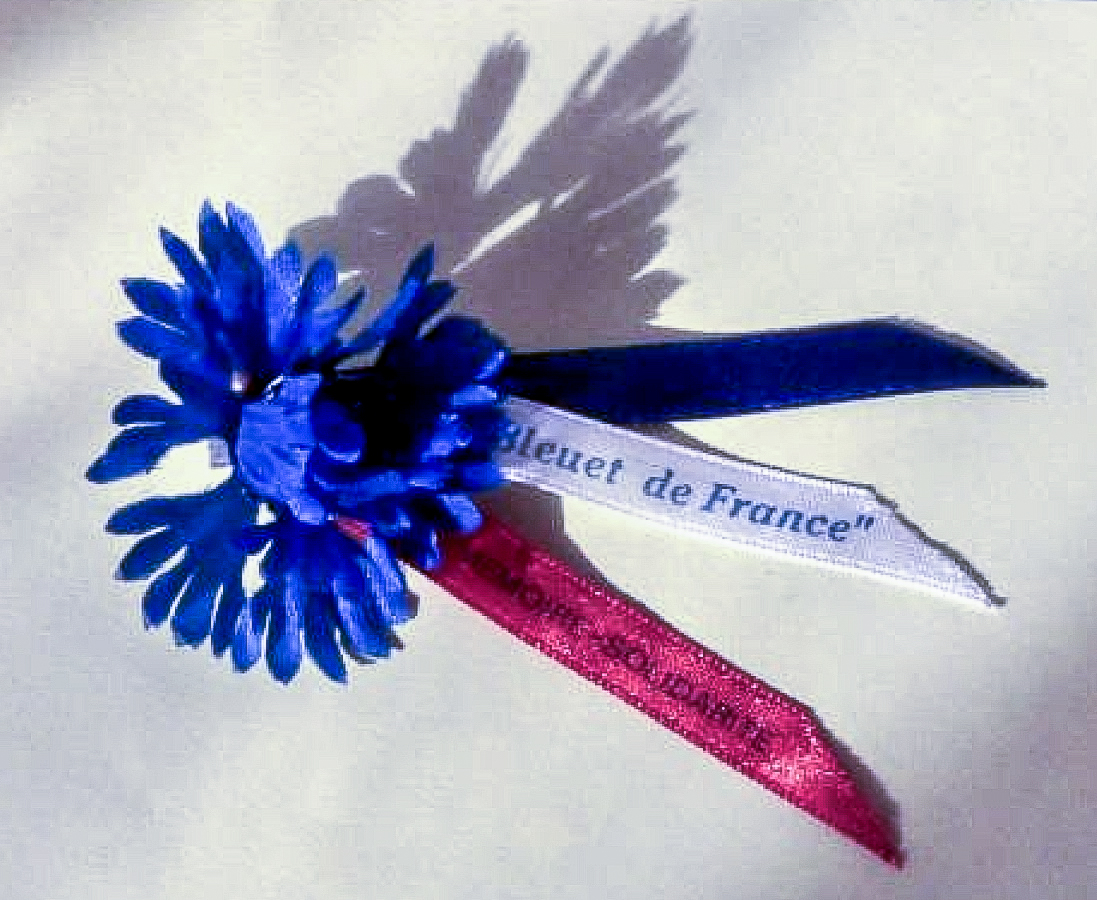
矢車菊襟章

德意志国防军将官以上制服领章为红底金色矢车菊图案。
藍色的矢車菊是愛沙尼亞的國花，自1968年以來象徵愛沙尼亞豐衣足食。它也是芬兰政黨民族联合党、芬兰奥兰自治区政党奥兰自由主义者及愛沙尼亞政黨愛沙尼亞保守人民黨的標誌。矢車菊也是東約特蘭的省花。
藍色的矢車菊在法國有紀念戰爭死難者的意義，其地位相當於英美地區及香港在同類悼念活動使用的虞美人花，所以在每年11月11日的康邊停戰協定簽署紀念日及5月8日的歐戰勝利日，法國總統及政府官員都會戴上藍色的矢車菊襟章出席戰爭紀念活動。
矢車菊經常被視為藍花的浪漫標誌。

## 外部連結
- USDA profile （页面存档备份，存于）
- TAMU profile （页面存档备份，存于）